# Павлув-Гурни
Павлув-Гурни (пол. Pawłów Górny) — село в Польщі, у гміні Воля-Кшиштопорська Пйотрковського повіту Лодзинського воєводства.
Населення — 175 осіб (2011).
У 1975-1998 роках село належало до Пйотрковського воєводства.

## Демографія
Демографічна структура станом на 31 березня 2011 року:
|          | Загалом | Допрацездатний вік | Працездатний вік | Постпрацездатний вік |
| -------- | ------- | ------------------ | ---------------- | -------------------- |
| Чоловіки | 96      | 21                 | 67               | 8                    |
| Жінки    | 79      | 14                 | 44               | 21                   |
| Разом    | 175     | 35                 | 111              | 29                   |